# Mitralna stenoza
Mitralna stenoza je bolest mitralnog srčanog zalistka koju karakterizira suženje mitralnog zalistka srca s posljedičnim otežanim punjenjem lijeve srčane klijetke. 

## Patofiziologija
Tijekom dijastole dolazi do punjenja lijeve klijetke krvlju iz lijeve pretklijetke kroz mitralno ušće. Bolest zalistka suzuje ušće te punjenje lijeve klijetke postaje otežano. Do oštećenja zaslitka može doći zbog različitih bolesti, kao što su reumatska vrućica, infektivni endokarditis ili degenerativne promjene, a suženje može biti i prirođeno (kongenitalno). Otežano punjenje lijeve klijetke uzrokuje porast tlaka u lijevoj pretklijetki što se prenosi na plućni krvotok te s trajanjem bolesti uzrokuje plućnu hipertenziju, što pak može dovesti do popuštanja srca. 

## Simptomi
Oboljeli najčešće osjećaju zaduhu (dispneja), umor, palpitacije (osjećaj lupanja srca), iskašljavaju krv (hemoptize). Česte su tromboembolije. Kada dolazi do popuštanja srca vidljivi su edemi i nakupljanje ascitesa.

## Liječenje
U liječenju bolesti koriste se različiti lijekovi, perkutane intervencije (perkutana mitralna balonska valvuloplastika) i operativni zahvati (zamjena mitralnog zalistka umjetnim mehaničkim ili biološkim mitralnim zalistkom) ovisno o stupnju oštećenje i stanju bolesnika.